# أنتونيو جالاردو
أنتونيو جالاردو (بالإيطالية: Antonio Galardo) (18 سبتمبر 1976 بكروتوني في إيطاليا - ) هو لاعب كرة قدم إيطالي في مركز الوسط. لعب مع نادي كروتوني وRossanese ASD ‏.

## روابط خارجية
- أنتونيو جالاردو على موقع قاعدة بيانات كرة القدم.إي يو (الإنجليزية)
- أنتونيو جالاردو على موقع Soccerway.com (الإنجليزية)
- أنتونيو جالاردو على موقع عالم كرة القدم.نت (الإنجليزية)